# Siervas Franciscanas Reparadoras de Jesús Sacramentado
La Congregación de las Siervas Franciscanas Reparadoras de Jesús Sacramentado (oficialmente en portugués: Congregação  das Servas Franciscanas Reparadoras de Jesus Sacramentado) es una congregación religiosa católica femenina de derecho pontificio, fundada por la religiosa portuguesa María Elisa Feyo, el 24 de marzo de 1940, en Pereira (Portugal). A las religiosas de este instituto se les conoce como Siervas Franciscanas Reparadoras de Jesús Sacramentado, o simplemente siervas franciscanas reparadoras, y posponen a sus nombres las siglas S.F.R.J.S.

## Historia
Animada por el obispo de Braganza, Abilio Augusto Vaz das Neves, María Elisa Feyo fundó la Pía Unión de las Siervas Franciscanas Reparadoras de Jesús Sacramentado, con el fin de reparar las ofensas cometidas contra el Santísimo Sacramento. Para ello, se dedicaban al culto litúrgico continuo. Las primeras religiosas recibieron su formación de las Franciscanas Misioneras de María y tomaron el hábito en 1942. Feyo fue elegida como la primera superiora. A medida que la congregación se iba configurando, fueron añadiendo otras pastorales: entre ellas, la educación y el cuidado de los enfermos. Fue agregada a la Orden de los Frailes Menores el 9 de agosto de 1948.
El instituto recibió la aprobación diocesana el 15 de agosto de 1950, como congregación religiosa, y la pontificia, bajo el pontificado de Juan Pablo II, el 1 de noviembre de 1991.

## Organización
La Congregación de las Siervas Franciscanas Reparadoras de Jesús Sacramentado es un instituto religioso centralizado, cuyo gobierno lo ejerce la superiora general. La casa general se encuentra en Braganza (Portugal).
Las siervas franciscanas reparadoras se dedican a la adoración perpetua del Santísimo Sacramento, a la educación cristiana de la juventud, a la asistencia de los enfermos y a la misión ad gentes. El hábito de las religiosas está compuesto por una túnica y un velo azul, que en tierras calientes puede ser cambiado por el de color blanco.
En 2015, el instituto contaba con unas 164 religiosas y 32 comunidades, presentes en: Angola, Brasil, Mozambique y Portugal.